# Коэффициент использования материала
Коэффициент использования материала (сокращённо КИМ, в металлургической отрасли иногда расшифровывается как коэффициент использования металла) это одна из характеристик производственного процесса. Он представляет собой количество материала (объём или массу) в готовом изделии делёную на общее количество материала, пошедшее на изготовление изделия. Данный коэффициент по понятным причинам не может быть больше единицы, впрочем, и единице он практически никогда не равен. Также существует обратная величина - выход годного - представляющий собой второй компонент поделённый на первый и домноженный на сто процентов. 
Коэффициент использования материала отражает эффективность (в том числе экономическую) производства, хотя и не учитывает такие факторы, как качество готового изделия, возможность переработки или вторичного использования отходов и т. д. 
Высокий КИМ достигается при листовом раскрое некоторых деталей, в частности, контуры которых сопрягаются друг с другом.